# Asuny

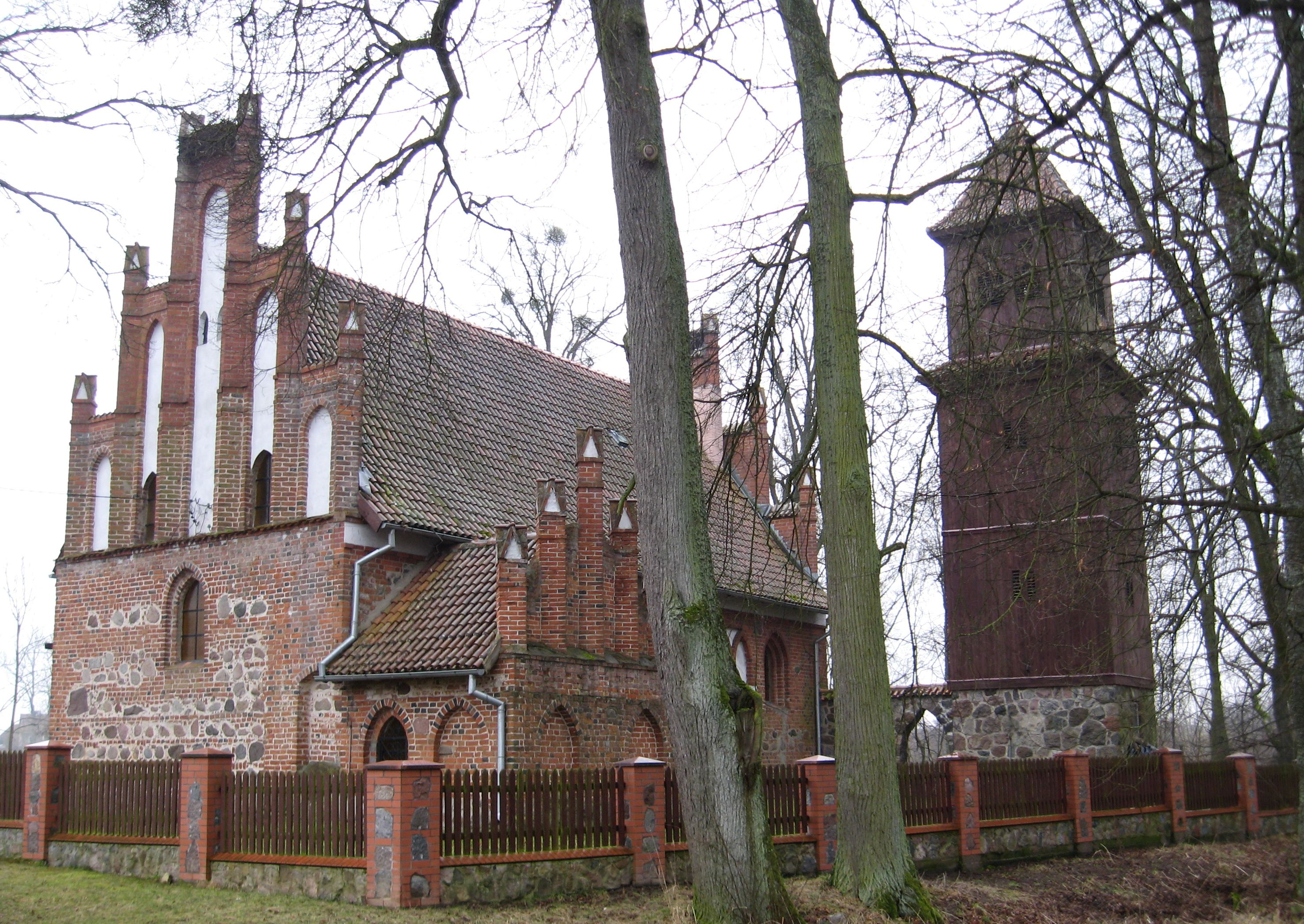
Nhà thờ

Asuny [aˈsunɨ] (tiếng Đức: Assaunen)  là một ngôi làng ở quận hành chính của Gmina Barciany, thuộc huyện Kętrzyński, Zachodniopomorskie, ở miền bắc Ba Lan, gần biên giới với Kaliningrad của Nga. Nó nằm khoảng 12 kilômét (7 mi) phía bắc Barciany, 27 km (17 mi) phía bắc Kętrzyn và 84 km (52 mi) về phía đông bắc của thủ đô khu vực Olsztyn.
Ngôi làng có dân số xấp xỉ 100.